# 926-os busz (Pécs)
A pécsi 926-os jelzésű autóbusz egy éjszakai autóbuszvonal, a járatok az Uránváros – Korsó u. – Deindol – Uránváros útvonalon közlekednek. A járat össze van hangolva a 2-es járattal, így biztosítva a belvárosba való eljutást.

## Története
A 926-os járat korábban a Korsó u. – Deindol – Fülemüle u. – Esztergál L. u. – Ybl M. u. – Tüzér u. – Szigeti út – Petőfi S. u. – József A. u. – Szabadság u. – Főpályaudvar útvonalon közlekedett, ellenkező irányban a jelenlegi szakaszon nem járt, Uránvárosig a 916-os járat közlekedett, melyet kiváltott a 2-es.

## Útvonala
| Uránváros – Korsó utca - Deindol – Uránváros |
| --- |
| Páfrány utca – Rácvárosi út – Pellérdi út – Korsó utca – Pellérdi út – Rácvárosi út – Magyarürögi út – Fábián Béla utca – Fülemüle utca – Magyarürögi út – Páfrány utca |

## Megállóhelyei
| 926 (Uránváros → Deindol → Uránváros)                                             |                      |                        |
| Perc (↓)                                                                          | Megállóhely          | Átszállási kapcsolatok |
| 0.00-kor, 0.30-kor és 0.45-kor is indul járat, ha arra utazási igény jelentkezik. |                      |                        |
| 0                                                                                 | Uránváros végállomás | 2, 2A                  |
| 2                                                                                 | Bolgár köz           |                        |
| 3                                                                                 | Rácváros             |                        |
| 4                                                                                 | Patacsi elágazás     |                        |
| 5                                                                                 | Korsó utca           |                        |
| 6                                                                                 | Patacsi elágazás     |                        |
| 7                                                                                 | Rácváros             |                        |
| 8                                                                                 | Bolgár köz           |                        |
| 10                                                                                | Pázmány Péter utca   |                        |
| 11                                                                                | Híd                  |                        |
| 12                                                                                | Ürög alsó            |                        |
| 13                                                                                | Hűvösvölgy           |                        |
| 14                                                                                | Kereszt              |                        |
| 15                                                                                | Ürög felső           |                        |
| 16                                                                                | Istenkút             |                        |
| 17                                                                                | Deindol              |                        |
| 18                                                                                | Istenkút             |                        |
| 19                                                                                | Ürög felső           |                        |
| 20                                                                                | Égervölgy            |                        |
| 21                                                                                | Fülemüle utca        |                        |
| 22                                                                                | Ürög alsó            |                        |
| 23                                                                                | Híd                  |                        |
| 24                                                                                | Pázmány Péter utca   |                        |
| 25                                                                                | Uránváros végállomás | 2, 2A                  |